# هندنغيون
هندنغيون (أو "عشيرة الكلب") هي قبيلة أو عشيرة أسطورية في المصادر الجرمانية المبكرة، تعرف في الغالب بسبب نزاعها الولفنغيين (أو "عشيرة الذئب"). في أشعار إيدا، هندنغ هو ملك الساكسون المقتول على يد هندنغزباني هيلغي. أما دانوروم غيستا فيذكر ملكًا دانماركيًا يدعى هيلغو وهو الذي ذبح هندنغوس ملك ساكسونيا بضرية واحدة. جوهر القصة التاريخي يتمثل في صراع محتمل بين الجيتيين (أو القوط) الشرقيين (عشيرة الذئب) واللومبارد (عشيرة الكلب).